# Götz Bernau
Götz Bernau (* 26. Mai 1941 in Braunschweig) ist ein deutscher Geiger, Musikforscher, Musikpädagoge und Musikpublizist.

## Leben
Nach dem Violinstudium in Hannover (Karl Heinrich v. Stumpff) und Detmold (Max Strub) wirkte Bernau als Konzertmeister in Bonn, Flensburg, Nürnberg und Regensburg. Zwischen 1969 und 2004 war er als 1. Konzertmeister bei den Berliner Symphonikern, bis 1990: Symphonisches Orchester Berlin (SOB) tätig, mit dem er auch regelmäßig als Solist in der Berliner Philharmonie und im Konzerthaus Berlin sowie auf Tourneen hervortrat. Solistische Engagements führten ihn zudem zu Orchestern in Europa, in die Türkei, die UdSSR, die USA sowie nach Südamerika. Neben den Werken des klassischen Violinkonzert-Repertoires stellte Bernau hierbei auch neue Kompositionen – davon mehrere Ur- und Erstaufführungen – vor und widmete sich unbekannten und vergessenen Werken aus Klassik, Romantik und Moderne.
Als Kammermusiker pflegt Bernau – neben der Beschäftigung mit der Streichquartett- und Klaviertrio-Literatur – ein Repertoire unterschiedlicher Besetzungen. Das Spektrum reicht hierbei vom Ein-Mann-Orchester (Der Untergang der Titanic von Wilhelm Dieter Siebert für Violine und Schlagwerk), über Duette für Violine und eine Gesangstimme (ohne Klavierbegleitung) bis hin zu den größeren gemischten Formationen (Streicher und Bläser, mit und ohne Klavier). Hierbei ist die Zusammenarbeit im von ihm mitbegründeten Pihtipudas Kvintetti (Klavierquintett) hervorzuheben, welches auch auf mehreren CD dokumentiert ist (darunter diverse Ersteinspielungen). Götz Bernau setzt sich auch im Bereich der Kammermusik für zeitgenössische Komponisten (Uraufführungen z. B. von Werken von Carlo Domeniconi, Jaime Mirtenbaum Zenamon, Fazil Say, Wilhelm Dieter Siebert) sowie für vergessene oder selten gespielte Werke ein, darunter Wiederaufführungen nach Handschriften und frühen Drucken von Werken aus Klassik und Romantik.
Eine eigentliche Spezialität stellen eine Reihe von (teils halbszenischen) Konzertprogrammen dar, in welchen Bernau u. a. Opern oder Opernkomponisten (Carl Maria von Weber: Der Freischütz; Giacomo Meyerbeer) anhand von zeitgenössischen, heute nur noch in Bibliotheken zu findenden Bearbeitungen der Opernmelodien aus dem 19. Jahrhundert porträtiert (im Duo mit dem Pianisten Eckehard Scholl).
Radioproduktionen erfolgten in verschiedenen europäischen Ländern sowie Schallplatten- resp. CD-Einspielungen, sowohl als Solist wie auch als Kammermusiker.
Für seine außergewöhnlichen Programme, seinen Einsatz für zeitgenössische Werke deutscher und insbesondere Berliner Komponisten, die Vorstellung ausländischer zeitgenössischer Komponisten in Deutschland, sowie für seine vielfältige musikpädagogische Arbeit wurde Götz Bernau im Jahr 2004 mit dem Bundesverdienstkreuz ausgezeichnet.
Er lebt im Oderbruch (Land Brandenburg) und in Berlin.

## Ur- und Erstaufführungen (Werke mit Orchester, Auswahl)
- Mozart Camargo Guarnieri: Konzert Nr. 2 (Erstaufführung)
- Jeannot Heinen: Konzertstück op. 37 (1970) (Uraufführung)
- Paul Huber: Konzert Nr. 2 (1974) (Uraufführung)
- Helge Jörns: Konzert Nr. 2 (Uraufführung)
- Helge Jörns: Konzert Nr. 3 (Uraufführung, 2002)
- Ernst Krenek: Konzert op. 29 (1924) (US-Erstaufführung)
- Ernst Krenek: Doppelkonzert für Violine, Klavier und Kammerorchester op. 124 (1950) (Deutsche Erstaufführung)
- Usko Meriläinen: Chamber Concerto (1962) (Deutsche Erstaufführung)
- Friedrich Metzler: Konzert (1942) (Uraufführung, 2001)
- Gisbert Näther: Konzert op. 66 (Uraufführung, 1996)
- Pehr Henrik Nordgren: Konzert Nr. 3 op. 53 (1981) (Deutsche Erstaufführung)
- Wallingford Riegger: Variations for Violin and Orchestra op. 71 (1959) (Deutsche Erstaufführung)
- Aulis Sallinen: Konzert op. 18 (1968) (Deutsche Erstaufführung)
- Fazil Say: Reflexionen für Klavier, Violine und Orchester (1990) (Uraufführung, mit dem Komponisten)
- Wilhelm Dieter Siebert: Konzert (Uraufführung, 2004)
- Heitor Villa-Lobos: Fantasia (Europäische Erstaufführung)
- Sabine Wüsthoff: Konzert (Uraufführung)
- Jaime Mirtenbaum Zenamon: Orakel-Violinkonzert (Uraufführung)

## Diskographie (Auswahl)
Mit dem Pihtipudas Kvintetti:
- Max Bruch, Pehr Henrik Nordgren, Alexander Borodin: Klavierquintette. eda records, EDA 1.
- Ernest Bloch, Amy Beach, Toivo Kuula: Klavierquintette. eda records, EDA 3 (1991).
- Edward Elgar, Camille Saint-Saëns: Klavierquintette. eda records, EDA 4.
- Jean Sibelius, Christian Sinding: Klavierquintette. eda records, EDA 7 (1994).
- Anton Rubinstein, Dmitri Schostakowitsch: Klavierquintette. eda records, EDA 10 (1996).
- Heinrich von Herzogenberg, Johannes Brahms: Klavierquintette. eda records, EDA 25
- Louis Ferdinand von Preußen, Daniel Steibelt: Klavierquintette. Concerto Berlin (2001).
- Antonín Dvořák, Max Reger, Bohuslav Martinů: Klavierquintette. Concerto Berlin (2010).

Sonstige:
- Violinkonzerte von Paul Huber und Wolfgang Amadeus Mozart, mit dem Ostschweizer Kammerorchester unter der Leitung von Urs Schneider. Berliton (LP).
- Musica Chirurgica. Kompositionen von Chirurgen (Alexander Borodin, Walter Courvoisier, Peter Lichtenthal, Carl Ludwig Schleich, Theodor Billroth) sowie von Marin Marais.
- Fruits des Operas. Opernmelodien in Kompositionen für Violine und Klavier (Eckehard Scholl). Concerto Berlin (2002).
- Werke für Violine und Klavier (Valentina Diaz Frénot) von Johannes Brahms, Antonín Dvořák, Remberto Gimenéz, Franz Schubert und Luis Szarán. Concerto Berlin (2003).

## Publikationen
- Carl August Pesch: Sonate B-Dur für Violine solo. Hrsg.: Götz Bernau, Möseler Verlag, Wolfenbüttel / Zürich 2000, OCLC 652944526, ISMN 979-0-2037-1071-4 (Suche im DNB-Portal).